# فن چانلینگ
فن چانلینگ (انگلیسی: Fan Chunling؛ زادهٔ ۲ فوریهٔ ۱۹۷۲) بازیکن فوتبال اهل چین است.
وی همچنین در تیم ملی فوتبال زنان چین بازی کرده‌است.